# Municipio de Cypress Creek (condado de Duplin)
El municipio de Cypress Creek (en inglés: Cypress Creek Township) es un municipio ubicado en el  condado de Duplin en el estado estadounidense de Carolina del Norte. En el año 2010 tenía una población de 3.409 habitantes.

## Geografía
El municipio de Cypress Creek se encuentra ubicado en las coordenadas 34°45′6.97″N 77°42′20.62″O / 34.7519361, -77.7057278.